# 郭松龄
郭松龄（1883年—1925年12月25日），字茂宸，奉天府（今瀋陽市）深井子镇渔樵村人，祖籍山西省汾陽县。清末民初時期中國奉系軍事將領，號稱「關東第一猛將」，曾作為張學良教官並與其成爲摯友，張學良被其稱之「第一門徒」。後受馮玉祥唆使，起兵反奉，被奉軍打敗，被俘。張作霖命令，將郭松龄夫妻一同槍斃。

## 早年
1905年（光緒三十一年），郭松龄入奉天陸軍小学堂。因成績優秀，翌年被保送保定陸軍速成学堂。1907年（光緒三十三年）毕业。在北洋陸軍第三鎮实习後，回到奉天，被任命为盛京将軍衙門衛隊哨長。1909年（宣統元年），随朱庆澜换防，转赴四川省任衛隊管带。其间，经方声濤、葉荃介紹，加入中国同盟会。1911年（宣統三年），四川省的革命派发动起义，局势混乱，郭松齢乃回到奉天，策划革命。但是，趙爾巽和張作霖通过执法部门将其逮捕并监禁。经过同期学生的支援，郭松龄终于被释放。
1912年（民国元年），郭松龄入北京将校研究所学习。以優秀的成績毕业後，1913年（民国二年），考入北京陸軍大学（今國防大學陸軍指參學院）深造班（研究班）第三期。:51916年（民国五年）毕业，任北京陸軍大學教官一职。

## 加入護法軍政府
1917年（民国六年）7月，孫中山开始護法战争。8月，孫中山在廣州組織護法軍政府，郭松龄投奔孫。:200適逢前上司朱慶瀾在廣東省擔任省長，郭遂被委任為粵贛湘邊防督公署參謀、廣東省警衛軍營長，後轉任李根源在韶关開辦之韶州講武堂步兵科中校教官。:200当時曾與孫中山会面，就桂軍势力增大的对策进行过商议。1918年（民国七年），護法軍政府改組，大元帥制改为总裁制，5月，孫在西南軍閥壓迫之下，通電辭去大元帥，郭松齡在孫中山辭職後繼續在韶州講武堂任職，擔任戰術教官。至民國九年（1920）辭職返回奉天，经陸軍大學同學、奉天督軍署参謀長秦華推薦，進入奉天督軍署任少校参謀。:200

## 奉系将领
1919年（民国八年）2月，張作霖重建東三省陸軍講武堂，郭調任战術教官，因而結識張學良。:200在講武堂学习時，張学良对郭優秀的能力和见识怀抱敬意。1920年（民国九年），張学良由講武堂毕业，張作霖升他為东三省巡閱使署衛隊旅旅長，遺缺第二團團長，張學良力薦郭松齡兼代:12。当时張学良請父亲任命郭松齡为该旅参謀長兼第二团团長。
郭松齡任参謀長后，从事軍隊訓練工作，使張学良的衛隊旅成为奉系屈指可数的精銳部隊。同年7月直皖战争爆发。郭松齡被張作霖任命为先鋒司令，支援直系一方，在天津小站，以一個團的兵力击溃皖系的兩個旅。此後，郭松龄在中国東北讨伐匪賊颇有贡献，逐渐获得張作霖信任。
1921年（民国十年）5月，張作霖兼任蒙疆经略使，扩充奉天陸軍为10個混成旅。此时，張学良被任命为第三混成旅旅長，郭松齡升任第八混成旅旅長。第三旅和第八旅组织联合司令部。張学良将軍队的运作和訓練事宜都交给郭松齢负责。1922年（民国十一年）4月，第一次直奉战争爆发后，奉系大敗。張学良、郭松齡的第三混成旅、第八混成旅坚守山海关，与三倍于己的直军对峙，随后井然有序地撤退。此後，張作霖设陸軍整理处，張学良任该处参谋长，郭松齡代理参謀長，负责軍隊的整理、訓練。郭松齡向張作霖进言，提出休养民力与内政的近代化，但未被接受。

## 不满張作霖
1924年（民国十三年）9月，第二次直奉战争爆发，郭松齡任第三軍副軍長兼第六混成旅旅長。郭松齡为奉系的胜利作出贡献。張学良和郭松齡分别被任命为京榆駐軍司令部司令及副司令。但是，当時鎮威軍总司令部参謀長楊宇霆将郭松龄视为最大的政敵，企图加以排挤，两者对立加深。而且郭松龄对張作霖继续战争的方針不满。郭夫人韓淑秀是燕京大學畢業生，與馮玉祥老婆李德全是同學，感情甚好，過往亦密。而此時已與「第三國際」掛鉤，北與蘇聯駐華大使加拉罕，南與鮑羅廷都在暗中往還。:364至於蘇聯對馮氏「國民軍」支援彈械，和共產國際在馮軍中之顧問活動，也早已不是秘密。:364凡此種種，對郭都是新鮮刺激。:364倒張之後如再與馮連成一氣，並得到蘇聯奧援，則華北大定。:365因此，在第二次直奉战争期间，郭早就同馮联絡，企图打倒張作霖。
1925年（民国十四年）10月，郭访问日本视察軍事。其间，他得知持续进行军事扩张的张作霖的后盾是日本，张作霖也为日本扩张各方面利益提供方便。为此，郭越发对张作霖和日本感到不信任与反感。11月中，郭在日本觀操奉召歸來，便與馮訂七條攻守同盟密約。:365郭接受张学良的委托，在天津组织第三方面军（由3个军构成）。郭被任命为第十军军长。
11月，奉軍同馮玉祥率领的国民軍发生冲突，張作霖命令郭奉讨伐国民軍，被郭拒绝。黄花崗七十二烈士之一林觉民之兄、《中華民国臨時約法》的制定者之一林長民时任秘書長，知悉張作霖、楊宇霆的討伐图谋。林長民曾于1924年发表《敬告日本人》的公开信，批判日本的对华政策。郭企图剝奪張作霖的統治權，拥立其「第一門徒」張学良。不过，張学良对郭松龄的停止内战的主張表示赞同，但对实行兵变表示反对。

## 兵变敗北
張作霖的奉軍與馮玉祥麾下的国民軍持续处于緊張状態，同孫传芳、吴佩孚的軍队也持续对立。11月22日，郭要求張作霖下野，并发动兵变，以打倒張作霖、楊宇霆为目标的軍事活動開始。郭的部隊共7万人，是奉軍中最精銳的部队。郭發出通電:365，突然叛奉自立，號稱「國民四軍」:363。
歷時不過一月零一天:363。張作霖全無防备，派遣張学良收拾局面。11月26日，张学良专程乘镇海号炮舰到达秦皇岛，电邀昔日教官郭面谈，被郭拒绝。11月26日，郭將於11月23日在滦州所扣下的前安徽督辦姜登选枪决，藉表反奉倒張之決心，以及回應郭軍隊伍於山海關遭張作相截擊之事。11月28日，郭松龄攻下山海关。11月30日，司令部移驻山海关，部队更名「東北国民軍」。12月1日进入满洲，12月5日突破奉军的连山防线，12月6日突破大凌河防线，12月7日占领錦州。在强大的攻勢下，張作霖一度考虑下野。
日本人本不喜歡奉張父子，但是兩害相權取其輕，日本人更不喜欢帶有共產色彩的「國民軍」進入滿洲。:365这时，日本方面一方面考虑到满洲軍閥世代交替的可能性存在，另一方面也考虑到郭同馮玉祥联合，警惕其可能受中国国民党的影響。关東軍判断郭的意图为「驱逐張本人，明确实现中国国民党的三民主義，将東三省卷入战乱，将苏联的勢力招徕入满洲，誘致发生日本的国防和满蒙政策所不能原谅的事态」。满铁社長安广伴一郎认为，郭的叛乱成功会使「東三省遭到赤化運動蹂躪，恐怕会出现一个没有满铁和关東州存在的“自由地带”」因此，他担心日本的权益受損。
奉天的吉田茂总領事和天津的有田八郎总領事向外务省当局报告，指郭如掌握满洲，会使国民党出入满洲更加频繁，赤化的威胁加剧，认为应当继续维持張作霖勢力的現状。日本政府方面则认为满洲問題是中国的「地方情勢」，而且1924年任外相的币原喜重郎此前已经调整对华外交政策，确立“合理维护合理的权益，不干涉中国内政”的新方针。宇垣一成陸相认为「（大日本）帝国对处于既倒之下的张作霖给予强有力的支持，采取积极行动，这样甚为危险」。
但是，在郭松龄军事上不断胜利的情况下，日本方面借机向张作霖索取更多在满洲的利益。12月7日，日本和张作霖商定《日奉密约》，主要是關東租借地和南滿鐵路管理權，就是1915年向袁世凱索要不成的21條中關於滿蒙部分，張作霖全盤接受。
日本人決定不讓郭軍穿過南滿鐵路，並將日本「駐屯軍司令部」移入瀋陽。:36512月8日，关東軍对郭发出警告，称南满铁路附属地20里以内禁止作战。奉天穩固，張作霖决定率部反攻。:365－36612月9日，日本第十师团司令部由辽阳移驻奉天，同时，将第六十三步兵联队、旅顺炮兵一队、公主岭骑兵一队，以及附近的守备队调进奉天，归该师团指挥，部署拦截郭军。
12月12日，郭军前锋抵达新民白旗堡附近。郭军右翼准备取道营口绕击奉天，意图对奉军造成两面夹击之势。
12月14日，郭军右翼进入营口时，遭到日本武装阻截，并向郭军发出警告：不准郭军进入市区，不得沿辽河作战，不得侵入南满铁路三十公里内。郭军未强行越过禁区，所以两路夹击奉军的计划未能实现。
12月15日，日本内阁决定从朝鲜抽调二十四师团一部，从日本内部久留米等地抽调十二师团一部，组成“满洲派遣军”，开赴奉天，准备参加对郭作战。
12月17日，郭军主力进入白旗堡。
12月20日，郭军攻占新民，前锋部队抵达巨流河（瀋陽西南）西岸，已经可以看见奉天府城灯火，只等主力部队到达，即将渡河攻击。
12月21日，郭军主力抵达新民，夺取了奉军在辽河西岸的战略要地。奉军由张学良统帅，决定采用中央坚守、两翼突破的战术对抗郭军，沿巨流河东岸南起大民屯、北至公主屯布阵，左翼配置吴俊升第六方面军（骑兵为主，从黑龙江紧急南下），右翼配置张作相第五方面军（从吉林紧急调拨），中路由张学良亲率第三方面军（由沿途收容的奉军溃兵和归降的郭军临时组成）守御。郭军沿巨流河西岸布阵，按一、二、三、四军序列从北到南排开，与奉军隔河对峙。
12月22日，郭军司令部进驻新民，决定第二天发动总攻击。
12月23日，郭军发动攻击，中路奉军在日军重武器的支援下坚守阵地。张作相从右翼出击，占领了新民北高台子，直入郭军左翼后方，截断郭军后路。随后吳俊陞的黑省骑兵从左翼出击，抢占柳河沟，偷袭白旗堡，焚毁郭军全部粮草弹械，扰乱郭军后方。张学良派空军用飞机撒下《张学良告第三军团官兵书》企图瓦解郭军军心，后率中路军乘势反击，郭军全部陷入包围之中。当夜，郭松龄召开军事会议，邹作华、高纪毅等将领主张停战议和，而霁云、刘伟、范浦江等人积极主战。郭松龄决定明日和奉军决一死战。
12月24日晨，郭松龄亲自督战，指挥部队向奉军发动三次猛烈进攻，遭到奉军顽强防御。郭军参谋长邹作华倒戈，将所部炮兵旅撤回，并停止前线子弹供应，郭军溃败。郭率卫队突围，当晚逃至白旗堡附近，與夫人韓淑秀雙雙被奉军吳俊陞部之旅長王永清所俘虜，解往瀋陽受審。:366
12月25日，王永清等將郭松龄夫婦解往瀋陽的途中，接到楊宇霆親自下達的命令：就地正法，因此，郭松齡夫婦在奉天省遼中县老大房被枪决，尸首被运回奉天的府城──瀋陽，並在小河沿體育場曝尸3日。郭松龄年43岁。韓淑秀年35岁。

## 身後
12月初，馮玉祥未遵照与郭松龄的约定，揮戈東向，向已宣布「脫離奉系」之直隸督辦李景林大舉進攻，搶奪直隸省，霸佔天津；也突然奪取闞朝璽熱河省。:367在北京，馮玉祥驅策段祺瑞。:367事件後，冯玉祥被追逼。1926年（民国15年）1月初，張作霖父子乃整編殘部，率師再度入關。:368守關原「叛將」魏益三不支，率其「國民四軍」逃往保定。:368張學良精銳佔領灤州，直指天津。:368馮玉祥宣布下野，并经外蒙古逃往苏联。

### 引用
1. ↑  多数资料称其1883年生。劉主編（2005）、1841頁作生于1882年。
2. ↑  徐主編（2007）、1267頁
3. ↑  任・武（2005）、420－421頁
4. 1 2 3 4 5 6  劉主編（2005）、1841頁
5. ↑  郭大鳴：「先兄郭松齡將軍傳」，《傳記文學》第十六卷第二期，台北：傳記文學出版社
6. 1 2 3 4  唐德剛著、張學良口述：《張學良口述歷史》，台北：遠流出版，2009年3月1日初版
7. ↑  任・武（2005）、第421頁
8. ↑  徐主編（2007）、第1267－1268頁
9. ↑  司馬桑敦. . 台北: 傳記文學出版社. 1989-07-01.
10. ↑  任・武（2005）、第421－422頁
11. 1 2 3 4 5  徐主編（2007）、第1268頁
12. ↑  任・武（2005）、第422頁
13. ↑  任・武（2005）、第422-423頁
14. 1 2 3 4 5 6 7 8 9 10 11 12 13 14 15 16 17 18  唐德剛：〈從北京政變到皇姑屯期間的奉張父子〉，刊唐德剛著、張學良口述：《張學良口述歷史》，台北：遠流出版，2009年3月1日初版。
15. ↑  任・武（2005）、第423-424頁
16. ↑  任・武（2005）、第424－425頁
17. ↑  任・武（2005）、第425－426頁
18. 1 2 3 4 5  臼井（1971）、第8頁
19. ↑  任・武（2005）、第427－428頁
20. ↑  臼井（1971）、第8－9頁
21. ↑  臼井（1971）、第9－10頁
22. ↑  任・武（2005）、第428－429頁
23. ↑  臼井（1971）、第11－12頁